# 伊大知良太郎
伊大知 良太郎（いおち りょうたろう、1908年〈明治41年〉11月8日 - 1985年〈昭和60年〉5月26日）は、日本の経済学者。一橋大学名誉教授。一橋大学経済研究所長、日本統計学会会長等を歴任した。

## 人物・経歴
東京出身。1931年旧制東京商科大学（現一橋大学）卒業。1934年同研究科修了。台北高等商業学校教授、総理府統計局、横浜国立大学教授を経て、一橋大学経済研究所教授を務めた。1963年から高橋長太郎の後任として第8代一橋大学経済研究所長を務めた。1965年に所長を退任し都留重人と代わる。1971年から1972年まで第10代日本統計学会会長。1973年一橋大学定年退官、一橋大学名誉教授、東海大学教授。1985年、心筋梗塞のため国立熱海病院で死去。満76歳。
永島孝（一橋大学名誉教授）は娘婿。指導学生に黒田重雄（北海道大学名誉教授）、前川功一（元広島大学副学長）など。伊大知ゼミ出身者としては他に中田安彦（元ローソン社長）などがいる。

## 著書
- 『家の経済』三省堂出版 1950年
- 『経営計算ハンドブック』（久武雅夫・古川栄一と共編）ダイヤモンド社 1955年
- 『農産物価格調査の方法論と指数に関する研究』不明 1956年度
- 『デフレーター』勁草書房 1958年
- 『経済統計の味』勁草書房 1958年
- 『物価指数論』みすず書房 1958年
- 『生活水準』（編）春秋社 1964年
- 『企業の需要予測』（桐田尚作と共編）丸善 1965年
- 『社会科学ドキュメンテーション : その情報特性と利用』（水田洋・藤川正信と共編）丸善 1968年
- 『経済統計講義』（編）青林書院新社 1971年